# Sedgwick (Kansas)
Sedgwick è un comune degli Stati Uniti d'America, situato nello Stato del Kansas, diviso tra la contea di Harvey e la contea di Sedgwick.